# Laser dentaire Erbium
 (juillet 2012).
Si vous disposez d'ouvrages ou d'articles de référence ou si vous connaissez des sites web de qualité traitant du thème abordé ici, merci de compléter l'article en donnant les références utiles à sa vérifiabilité et en les liant à la section « Notes et références ».
Le Laser dentaire Erbium est un laser adapté à l'odontologie conservatrice et cosmétique.

## Explication
Bien que d'autres types de laser dentaire existent (diodes laser, CO2, Nd:YAG, Nd:YAP), les lasers Erbium:YAG sont aujourd’hui les lasers les plus polyvalents et les plus modernes. Ils sont idéaux pour une large variété de traitements en omnipratique dentaire, parodontologie, chirurgie, endodontie et implantologie et ils sont les seuls lasers dentaires à pouvoir traiter aussi bien les tissus mous (gencive, langue) que les tissus durs (émail, os) de la cavité buccale. Ainsi, ces lasers peuvent remplacer avantageusement la fraise dentaire dans de nombreux cas.

## Principe
Un laser Erbium génère un rayonnement à la longueur d’onde de 2 940 nm très bien absorbée par l’eau des tissus de l'organisme (photo-vaporisation). En conséquence, plus le tissu contient d’eau, plus la longueur d’onde est absorbée et efficace.
En outre, compte tenu de la forte absorption, le rayon pénètre peu profondément dans les tissus. Ces lasers « chauffent » beaucoup moins les tissus que les autres lasers.
La lumière est transmise de la cavité laser à la bouche du patient par l’intermédiaire d’une fibre optique souple ou d’un bras articulé. Les bras articulés peuvent transmettre plus d’énergie, mais sont moins pratiques à utiliser.
À l’extrémité des fibres et des bras se placent généralement de petits embouts de traitement amovibles (en anglais les « contact tips ») permettant un excellent accès opératoire et une parfaite visibilité en bouche. De l'eau, destinée à refroidir et à nettoyer les tissus ciblés, est pulvérisée à l'extrémité de la plupart de ces embouts, ce qui minimise les influences thermiques et la douleur.

## Avantages des lasers Erbium

### Dentisterie de meilleure qualité
Instrument permettant une dentisterie peu invasive et atraumatique, les lasers Erbium présentent de très nombreux avantages : travail précis permettant un excellent respect des tissus sains, excellentes préparations de cavités sans microfracture, mordançages mécaniques avec élimination des boues dentinaires (smear layers) permettant des bondings de grande qualité, aucun risque de carbonisation des tissus, action bactéricide, effet anti-inflammatoire, cicatrisation tissulaire plus rapide, stimulation de l'ostéogénèse…

### Amélioration notable du confort des patients
Avec les lasers Erbium, l'anesthésie locale peut souvent être évitée avant les traitements de routine, ce qui représente un énorme bénéfice pour les patients, en particulier chez les enfants. Le traitement laser supprime les sensations désagréables liées aux injections ou au travail de la fraise (vibrations, bruit…). Les patients repartent soignés sans engourdissement du visage et sans douleur postopératoire.

### Plus grande offre de traitements
Les lasers Erbium permettent d’effectuer des traitements qui étaient auparavant difficiles à réaliser au cabinet dentaire : nettoyage et désinfection des poches parodontales, élongations coronaires, dentisterie esthétique, microdentisterie, etc.

### Productivité augmentée
Limiter l'utilisation des anesthésies permettent de gagner du temps. Les traitements peuvent commencer dès l'arrivée des patients, sans avoir à attendre la prise de l’anesthésie.
Le laser permet le regroupement des actes et le travail sur plusieurs quadrants chez un même patient. Jusqu’à quatre quadrants peuvent être traités sans anesthésie lors d’une même visite. Le nombre de visites de traitement est réduit, le nombre de visites de suivi également, libérant ainsi du temps pour d’autres patients. Occasionnellement, un traitement laser peut révéler des pathologies non diagnostiquées qui peuvent être traitées dans la foulée. En outre, lors d’une intervention sous anesthésie locale, il est possible d'intervenir sur n’importe quelle dent non anesthésiée.
Enfin, le laser facilite le traitement des pathologies d'urgence : fistulisation des kystes, traitement des effractions pulpaires et des pulpites en utilisant l'effet anti-inflammatoire du faisceau laser…

## Applications
- Tissus durs
  - Préparation de cavités de toute classe
  - Éviction de caries sans contact, sans chaleur et sans anesthésie
  - Mise en forme et mordançage de tissus durs
  - Débridement, nettoyage et asepsie des canaux radiculaires
  - Apicectomie

- Os
  - Taille et mise en forme
  - Ostéoplastie et ostéotomie
  - Élongation coronaire
  - Préparation de l'apex pour une obturation a retro

- Tissus mous
  - Exérèse de tissus hyperplasiques
  - Gingivectomie et gingivoplastie
  - Décapuchonnage de dents de sagesse
  - Dégagement d'implants
  - Dégagement gingival pré-prothétique
  - Frénectomie et frénotomie
  - Hémostase et coagulation
  - Pulpotomie et pulpectomie
  - Élongation coronaire
  - Traitement de papillomes
  - Incision et drainage d'abcès
  - Traitement d'ulcères aphteux et herpétiques
  - Vestibuloplastie

- Parodontologie
  - Nettoyage et asepsie des poches parodontales
  - Excision et incision
  - Techniques lambeaux
  - Curetage laser
  - Élimination des tissus de granulation
  - Débridement sulculaire en vue d'améliorer les indices cliniques (saignement gingival, profondeur des poches, perte d'attache)
  - Réduction des péri-implantites